# 바클리스 캐피털
바클리스 캐피털(Barclays Capital)은 바클레이즈의 투자은행 부문 기업이다. 미국재무부증권과 유럽 각국 정부 채권에 대한 국고채전문 딜러(프라이머리 딜러, 역주: 정부 증권을 각국 중앙 은행과 직접 거래할 수 있도록 인정을 받은 증권딜러)이기도 하다.
바클리스 캐피털의 CEO는 로버트 다이아몬드이다. 그는 미국 출신의 기업가인데, 바클레이즈에 오기 전에는 크레디 스위스 퍼스트 보스턴의 부회장을 역임했다.
바클리스 캐피털은 2004년 34억 영국 파운드, 즉 64억 미국 달러의 수익을 냈다. 주로 지방세와 국세 관련 영업에서 이익을 봤다. (바클레이즈 뱅크 전체의 2004년 영업이익은 약 GBP 139억, USD 264억이었다.)
바클리스 캐피털은 기업, 금융기관, 정부 및 초국가적 조직들에 다음과 같은 금융 서비스를 제공한다:
- 채권
- 프라임 서비스 (국고채, 증권 대부, 집행)
- 상품거래
- 신용거래
- 금융파생상품
- 자산상품
- 고정 수익
- 외환 거래
- 선물
- 대부
- 국고채 중개
- 프라이빗 에쿼티
- 환매부 채권
- 금융증권화
- 조세 스트럭처링 & 조세차익거래